# Enneapterygius miyakensis
 Enneapterygius miyakensis és una espècie de peix de la família dels tripterígids i de l'ordre dels perciformes.

## Morfologia
- Els mascles poden assolir 4,5 cm de longitud total.[1][2]

## Hàbitat
És un peix marí de clima temperat.

## Distribució geogràfica
Es troba al Japó.